# Joubertophyllodes modularis
Joubertophyllodes modularis är en spindeldjursart som först beskrevs av Berlese 1895.  Joubertophyllodes modularis ingår i släktet Joubertophyllodes, och familjen Proctophyllodidae. Arten är reproducerande i Sverige.